# Pedilophorus raucus
Pedilophorus raucus là một loài bọ cánh cứng trong họ Byrrhidae. Loài này được Blackburn miêu tả khoa học năm 1891.